# Muzeum v podstávkovém domě Raspenava
Muzeum v podstávkovém domě Raspenava je expozice tradičního venkovského života spolu s ukázkou zdejších řemesel a zemědělství, které provozuje občanské sdružení Kolovrat. Muzeum sídlí v Raspenavě, městě na severu České republiky ve Frýdlantském výběžku, jenž je součástí Libereckého kraje. Výstavní prostory jsou umístěny v tamním podstávkovém domě ze druhé poloviny 18. století. Návštěvníci mohou zhlédnout například sbírku starých rádií, dřevěných praček, starý ručně poháněný gramofon na kličku, dále mohou nahlédnout do zařízené ševcovské dílny, ale uvidí též již nepoužívané zemědělské nástroje, sáňky, lyže či hračky. Je možné se podívat také do školní třídy z přelomu 19. a 20. století vybavené tehdejšími lavicemi, na nichž leží břidlicové tabulky.